# الاستثمار في أذربيجان

## قوانين الاستثمار في أذربيجان
قانون حماية الاستثمارات الأجنبية
قانون رقم 57 لسنة 1992

### يحددالقانونالأذربيجانيالمبادئ القانونية والاقتصادية لتحقيقالاستثماراتالأجنبية في أراضي جمهورية أذربيجان بما يخص الاستثمار في أذربيجان، يهدف القانون إلى جذب واستخدام المواد المالية الأجنبية والتكنولوجية الحديثة والخبرة الإدارية في الاقتصاد من أجل تنمية القاعدة الاقتصادية، مع ضمان حماية حقوق المستثمرين الأجانب.
- تتمتع الاستثمارات الاجنبية في أراضي أذربيجان بالحماية القانونية الكاملة التي يكفلها القانون والاتفاقيات الدولية لأذربيجان.
- تخضع جميع العلاقات المتعلقة بالاستثمارات الأجنبية في أراضي أذربيجان بموجب القانون والاتفاقيات الدولية لجمهورية أذربيجان مما يعطي المستثمر الراحة النفسية لبدء الاستثمار في أذربيجان.
- ضَمِن القانون عدم خضوع الاستثمارات الأجنبية للاستيلاء إلا في في الحالات الضرورية القصوى التي يقررها مجلس الوزاء.
- ضَمِن القانون التعويض في كلا الحالتين للمستثمرين الأجانب تكون كافية وفعّالة، بحيث يتوافق التعويض المدفوع مع التكلفة الفعلية للاستثمار في لحظة اتخاذ قرار الاستيلاء والتأميم.
- يجوز للمستثمر إعادة استثمار الأرباح التي تم الحصول عليها في أراضي أذربيجان بنفس العملة المخزنة في البنوك.
- يضمن القانون عدم إنهاء النشاط التجاري والحرية في نقل وتحويل الأموال إلى أي بلد كان.

## بيئة الاستثمار في أذربيجان
وفقًا لبيان وزارة الخارجية الأمريكية حول مناخ الاستثمار الأذربيجاني، الذي نُشر في مارس  2015، بموجب القانون الأذربيجاني، يجوز للمستثمرين الأجانب المشاركة  في أنشطة استثمارية لا يحظرها القانون. كما يُسمح للكيانات الخاصة بإنشاء مصالح وحيازتها والتصرف فيها بحرية في المؤسسات التجارية. يجوز للمواطنين الأجانب والمنظمات والشركات تأجير الأراضي ولكن لا يجوز لهم امتلاكها. 
وفقًا للتقرير، عملت أذربيجان على الاندماج بشكل كامل في السوق الاقتصادي العالمية، وجذب الاستثمارات الأجنبية المتنامية، كما تنويع اقتصادها، والحفاظ على النمو الإيجابي. تمضي دولة أذربيجان  في إتباع إستراتيجية جذب الاستثمار الأجنبي المباشر لدعم التنويع الاقتصادي فيها.
كما انضمت أذربيجان إلى اتفاقية إنشاء المنظمة العالمية للملكية الفكرية التي تحدد القواعد والمعايير لحماية وإنفاذ حقوق الملكية الفكرية، واتفاقية باريس لحماية الملكية الصناعية، واتفاقية برن لحماية المصنفات الأدبية والفنية. أذربيجان طرف في اتفاقية جنيف للتسجيلات الصوتية، وقد انضمت إلى معاهدتي الويبو بشأن الإنترنت في 2005.
كما احتلت أذربيجان المرتبة 33 من بين 144 دولة في مؤشر التنافسية العالمية للمنتدى الاقتصادي العالمي في 2014-2015 فيما يتعلق بشكل أساسي بالحفاظ على بيئة سياسة اقتصادية كلية مستقرة على مدى السنوات العشر الماضية، وتحتل المرتبة 9 من بين 144 دولة في بيئة الاقتصاد الكلي.
تعمل أذربيجان على تطوير البنية التحتية للسوق، بما في ذلك الأنظمة القانونية والضريبية والمصرفية والعلاقات مع مجتمع الأعمال الدولي. تمكن الشركات التي تدخل أذربيجان من حساب المخاطر واتخاذ القرارات.

## كيفية تأسيس شركة في أذربيجان

### لتأسيس شركة في أذربيجان تحتاج إلى[5]:
- دعوة تجارية: الحصول على دعوة تجارية للمستثمر من شركة معتمدة مصدقة من وزارة الخارجية الأذربيجانية [6] وهي أول خطوة لتأسيس شركة في أذربيجان
- الأسم التجاري للشركة: يجب اختيار الاسم التجاري بعناية والتأكد من إمكانية الحصول عليه من خلال التدقيق مع الإدارة المسؤولة عن التسجيل سواء كان إمتداد لعملك في دولة أخرى أو اسم جديد
- السجل التجاري : يتم تأسيس السجل التجاري من خلال محامي في فترة لا تزيد عن 2-4 أيام وبذلك يكون تأسيس الشركة في أذربيجان مبني على قاعدة قانونية.
- بطاقة العمل الألكتروني: تعتبر العنصر الأساسي لهوية الشركة ونشاطها وهو ركن أساسي في تأسيس شركة في أذربيجان
- السجل الضريبي: ان المحاسب القانوني هو حجر أساس في الاستثمار في أذربيجان ولو رغبت بتأسيس شركة في أذربيجان عليك مراعاة الجانب المالي حيث انه مرتبط ارتباط وثيق بوزارة الضرائب.
- ختم الشركة: يتم اعتماد ختم خاص للشركة ويكون مسجل بشكل رسمي أي شركة سيتم تأسيسها في أذربيجان يكون لها ختم ينوب بشكل كامل لتنفيذ أي اجرات داخل الدولة.
- رأس مال الشركة: يتم عمل حساب بنكي خاص بالشركة هذه النقطة مهمه لتاسيس شركة في أذربيجان ويتم إيداع رأس المال فيه (دولار – مانات أو غيرها من العملات) لا يوجد حد أدنى لراس المال وهي ميزة للمستثمر
- مقر الشركة: لإتمام عملية تأسيس شركة في أذربيجان يجب أن يكون لها مقر وعنوان ليكون كيان قانوني
- تعين الموظفين: بعد اتمام كافة المراحل يجب عليك تعين الموظفين التابعين لشركتك وعلى رأسهم مدير الشركة (احد المستثمرين) ونائبة وباقي الموظفين وربطهم بالتأمينات الاجتماعية في أذربيجان

## أنواع الاستثمار في أذربيجان
يوجد الكثير من المجالات للاستثمار في أذربيجان منها مشاريع كبيرة ومتوسطة وصغيرة وتعتبر الوكالة الاقتصادية AzPromo  من أهم المراجع الخاصة بدولة أذربيجان حيث تمثل دور الغرفة التجارية فيها
يمكنك الاطلاع على احدث المشاريع مع بعض دراسات الجدوى الاقتصادية لها وبدء مشروع ناجح وفعال في أذربيجان
واهم قطاعات الاستثمار من باب الذكر وليس الحصر

### الاستثمار التجاري في أذربيجان[9]
كل المشاريع التجارية من الممكن تنفيذها في أذربيجان، مهما كانت فكرة المشروع سواء مطعم، مقهى، إستيراد وتصدير، محلات تجارية، وغيرها.

### الاستثمار الصناعي في أذربيجان
يوجد أكثر من 6 مدن صناعية في أذربيجان متخصصه ممكن من خلالها بدء أي مشروع صناعي مميز والحصول على دعم كبير من الدولة لتسهيل بدء استثمار صناعي في أذربيجان.

### الاستثمار الزراعي في أذربيجان
يوجد في أذربيجان أكثر من 7 مناطق مناخية مختلفة مما يجعل الاستثمار الزراعي في أذربيجان ذات هدف كبير للمستثمريين بالإضافة إلى الدعم الكبير من الدولة للقطاع الزراعي في أذربيجان

### الاستثمار العقاري في أذربيجان
تتمتع أذربيجان بتحف معمارية فريدة منذ زمن طويل فلها تراث معماري عريق ومع التقدم والتطور تطور الفن المعماري في أذربيجان وتميز بالفرادة والجمال الدائم وكثرة المشاريع العقارية بمختلف فئاتها